# Kaoru Mitoma
Kaoru Mitoma (jap. 三笘 薫, Mitoma Kaoru; * 20. Mai 1997 in Kawasaki, Präfektur Kanagawa) ist ein japanischer Fußballspieler.

## Karriere

### Verein
Kaoru Mitoma erlernte das Fußballspielen in der Jugendmannschaft von Kawasaki Frontale sowie in der Universitätsmannschaft der Universität Tsukuba. Von der Universität Tsukuba wurde er von August 2018 bis Januar 2019 und von April 2019 bis Januar 2020 ausgeliehen. Nach Ende der Ausleihe wurde er Anfang 2020 von Kawasaki Frontale fest verpflichtet. Der Verein aus Kawasaki, einer Stadt auf der japanischen Hauptinsel Honshū im Nordosten der Präfektur Kanagawa, spielte in der höchsten Liga des Landes, der J1 League. Sein Debüt in der ersten Liga gab er am 1. Spieltag, am 22. Februar 2020, im Heimspiel gegen Sagan Tosu. Beim 0:0 wurde er in der 65. Minute für Akihiro Ienaga eingewechselt. 2020 feierte er mit dem Verein die japanische Meisterschaft sowie den Gewinn des Emperor’s Cup. Im Finale schoss er in der 55. Minute das Siegtor zum 1:0-Sieg gegen Gamba Osaka. Den japanischen Supercup gewann er mit Frontale im Jahr 2021. Für Kawasaki stand er in der ersten Liga 50-mal auf dem Spielfeld. Im August 2021 zog es ihn nach Europa. Hier unterschrieb er in England einen Vertrag bei Brighton & Hove Albion. Der Verein aus dem Seebad Brighton spielte in der ersten englischen Liga, der Premier League. Nach Vertragsunterzeichnung in England wurde er einen Tag später an den belgischen Erstligisten Royale Union Saint-Gilloise ausgeliehen. Mitoma erzielte 7 Tore in 27 von 37 möglichen Ligaspielen sowie ein Tor in zwei Pokalspielen für Saint-Gilloise. Nach Ende der Ausleihe kehrte er zur Saison 2022/23 nach Brighton & Hove Albion zurück.

### Nationalmannschaft
2018 spielte er dreimal in der U21–Nationalmannschaft. Von 2017 bis 2019 trug er viermal das Trikot der U23.
Sein erstes Länderspiel für die A-Nationalmannschaft bestritt er am 24. März 2022 im Rahmen der WM-Qualifikation gegen Australien, als er in der 84. Minute beim Stand von 0:0 eingewechselt wurde und in der 89. Minute und vierten Minute der Nachspielzeit die Tore zum 2:0-Sieg erzielte, durch den sich Japan am vorletzten Spieltag der Qualifikation für die WM-Endrunde qualifizierte.

## Erfolge
Kawasaki Frontale
- J1 League: 2018, 2020
- Japanischer Supercup: 2019, 2021
- J. League Cup: 2019
- Emperor’s Cup: 2020